# 奧爾特加 (托利馬省)
奧爾特加是哥倫比亞的城鎮，位於該國西部，由托利馬省負責管轄，距離首府伊瓦格2小時車程，始建於1821年11月30日，面積945平方公里，海拔高度402米，2005年人口30,536。
3°55′N 75°15′W / 3.917°N 75.250°W